# اركادي غايدماك
اركادي غايدماك (بالفرنسية: Arcadi Gaydamak)‏‏ (8 أبريل 1952 في موسكو - ) شخصية أعمال، وسياسي من فرنسا.